# Sant Jaume de Llierca
Sant Jaume de Llierca ist eine katalanische Gemeinde in der Provinz Girona im Nordosten Spaniens. Die Gemeinde liegt am Fluvià nahe der französischen Grenze.

## Sehenswürdigkeiten
- Pfarrkirche Sant Jaume de Llierca
- Museo Ornitológico
- Ruinen der Burg Castillo de Montpalau
- Kapelle Ermita de Santa Magdalena